# Vincetoxicum hoyoense
Vincetoxicum hoyoense är en oleanderväxtart som beskrevs av T.Yamash.. Vincetoxicum hoyoense ingår i släktet tulkörter, och familjen oleanderväxter. Inga underarter finns listade i Catalogue of Life.